# Eduardo Vivancos
Eduardo Vivancos (Barcelona, 19 de septiembre de 1920 - Toronto, 30 de diciembre de 2020) fue un anarquista y esperantista español. 

## Biografía
Procedente de una familia obrera, con 14 años comenzó a trabajar, y a estudiar por las tardes en la Escuela del Trabajo de Barcelona, donde se afilió a la Federación Ibérica de Juventudes Libertarias (FIJL) y a la FECL (Federación Estudiantil de Conciencias Libres). 
En el año 1935, se hizo miembro del sindicato Confederación Nacional del Trabajo. 
En septiembre de 1936, en pleno ambiente revolucionario durante la guerra civil española, aprendió esperanto en un curso organizado en el Ateneo Enciclopédico Popular.
En 1937 comenzó a estudiar en el "Instituto Obrero" de Barcelona, pero tuvo que incorporarse pronto al frente, en la 26 División, antigua Columna Durruti. 
En febrero de 1939, tuvo que exiliarse. Pasó por los campos de refugiados de Vernet d'Ariège, Argelès, Bram, Agda y otros, en los cuales intensificó su labor por el esperanto. Coincidió allí con Jaume Grau Casas, miembro de la Academia de Esperanto y redactor principal de la "Kataluna Antologio" (antología de literatura catalana traducida al esperanto).
Sin embargo, su labor principal más conocida ocurrió tras el final de la Segunda Guerra Mundial ya en París, donde formó parte del comité para crear una Internacional Juvenil Anarquista, a instancia de la FIJL. Se decidió la creación de un boletín, que por su carácter internacional se redactaría en esperanto, y que recibió el nombre de "Senŝtatano" (que no tiene estado). Vivancos fue uno de sus redactores, junto con Germinal Gracia. 
Otros colaboradores fueron el japonés Taiji Yamaga, el chino Lu Chien Bo o el sueco Hartvig Johansson. También colaboró Eugenio Lanti, el líder de Sennacieca Asocio Tutmonda, la asociación de los obreros esperantistas. 
La colaboración fue especialmente intensa con Yamaga, y se concretó en uno de los frutos más conocidos, la edición en castellano del Tao Te King, de Lao Tse, que con el título "Libro del Camino y de la Virtud" fue publicado en 1963 por la editorial "Tierra y Libertad" de México, utilizando como puente la versión que en esperanto había hecho Yamaga. 
En 1954 Vivancos emigró a Canadá con su familia. En Toronto se adhirió a la ADEC ("Asociación Democrática Española Canadiense"), que realizó durante muchos años acciones contra el régimen franquista. Así, se organizaron conferencias entre las que participaron entre otros Federica Montseny y Enrique Tierno Galván.
Vivancos regresó por primera vez a España sólo en 1976, pero siguiendo viviendo en Canadá.

## Obras
- "El esperanto, un idioma para todos". Publicado en la revista venezolana "Ruta", número 17, febrero de 1974. Existen versiones en esperanto y francés, 1987.
- "Libro del camino y de la virtud de Lao Tsé", traducción al español.

## Eksteraj ligoj
- "El esperanto, un idioma para todos"
- Artículo sobre la Olimpiada Popular en Barcelona

- Datos: Q579008